# 몬마촌 (이바라키현)
몬마촌(文間村)은 이바라키현 기타소마군에 일찍이 존재했던 촌이다. 현재의 도네정에 해당한다.

## 역사
- 1889년 4월 1일 - 정촌제 시행에 수반해 기타소마군 몬마촌이 성립하였다.
- 1955년 1월 1일 - 후카와 정, 후미 촌, 히가시몬마 촌과 합병해 도네정이 성립하였다.